# 交友論

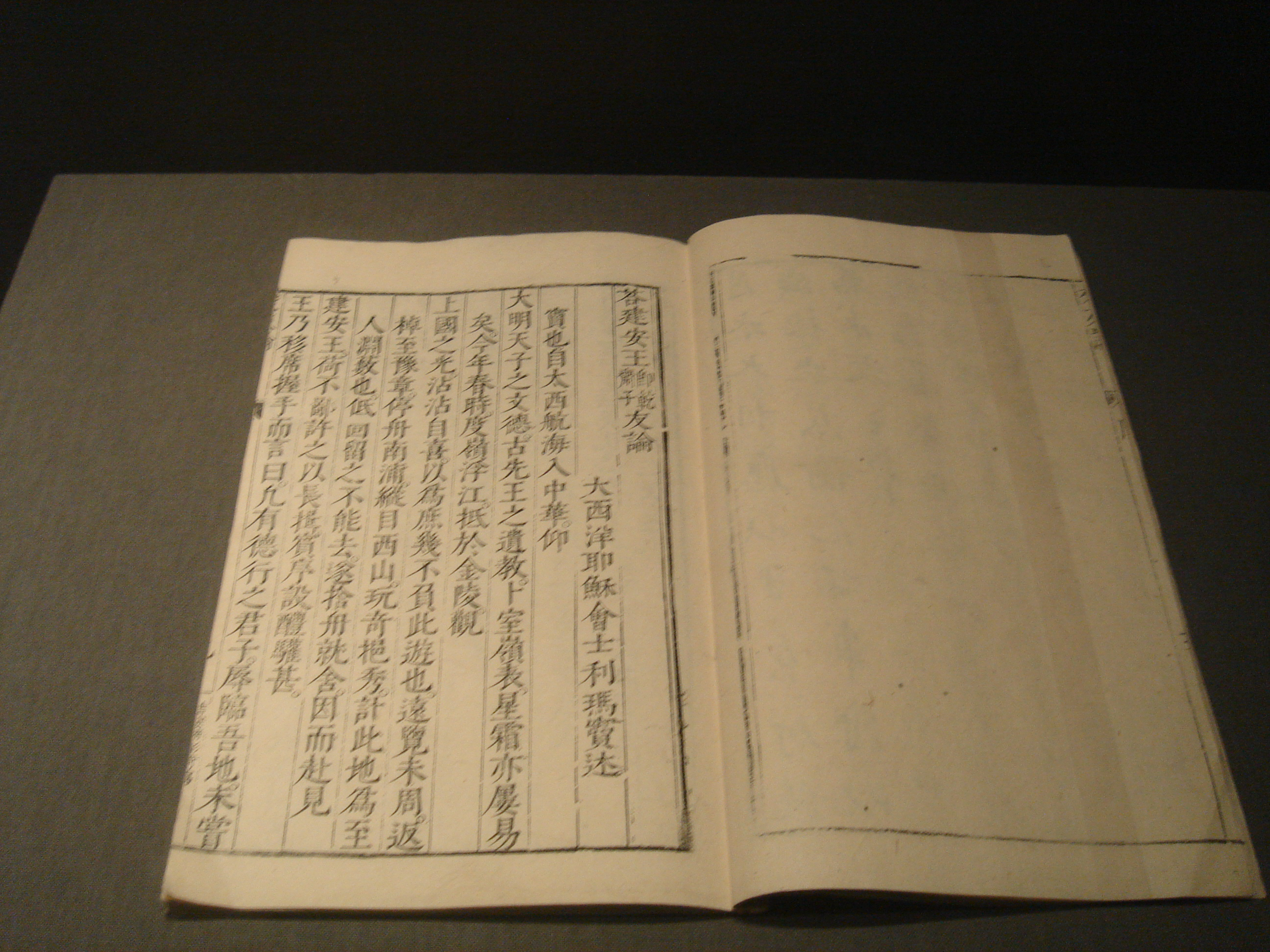
『交友論』1601年北京の刊本。ローマ国立中央図書館蔵。

『交友論』（こうゆうろん、拼音: Jiāoyǒulùn）は、明代中国のイエズス会宣教師、マテオ・リッチ（利瑪竇）の著作。1595年（万暦23年）成立。
儒教の五倫の一つ「朋友の信」と、キケロ『友情について』などを結びつけ、西洋の友情論の格言を漢文で列挙する。
本書によってリッチは中国で著名人となり、徐光啓や李卓吾と友好を結ぶに至った。

## 背景
リッチは1552年イタリアに生まれ、1583年から中国各地で宣教し、1610年北京で没した。リッチは宣教師であると同時に、ルネサンス期イタリアで西洋古典学や自然学を修め、さらに西洋の中国学を開拓した、万能的知識人（普遍人）でもあった。
本書は1595年、南昌でリッチを宴に招待した皇族の建安王朱多㸅への、返礼品・献呈品として書かれた。招待の理由として、リッチが西洋人であることの物珍しさや、時計・地球儀・プリズム・油絵など西洋の品々を持っていたこと、東西古典を巧みに引用する博識さや記憶術を披露し尊敬を集めていたこと、などがあった。しかしながら、当時キリスト教に関心をもつ中国人は少なく、リッチは宣教方法を模索している最中だった。
本書はリッチ最初の漢文著作である。本書が中国の知識人層に注目されたため、リッチは漢文著作による宣教を企図するようになった。リッチの漢文著作は、キリスト教に直接関係ない著作と、直接関係ある著作とに大別され、前者に本書や『二十五言』『畸人十篇』、後者に主著『天主実義』が属する。
リッチは、儒教とキリスト教の調和を目指す適応主義の立場をとっていた。リッチは仏教や道教を敵視した一方、儒教の五倫や黄金律を高く評価し、孔孟を古代ギリシア・ローマの哲学者と類似視していた。本書前年の1594年から、リッチは衣服を儒者風にして「泰西の儒士」を名乗っていた。
友情論の伝統は東西にあった。例えば、中国では『論語』の「有朋自遠方来、不亦楽乎」や「益者三友」、『孟子』に由来する五倫の「朋友の信」、「管鮑の交わり」「刎頸の交わり」の故事、劉孝標『広絶交論』、西洋ではアリストテレス『ニコマコス倫理学』のフィリア論、キケロ『友情について』、「ダモンとピュティアス」「アキレウスとパトロクロス」の故事などがあった。本書とちょうど同時期には、モンテーニュ『エセー』第1巻28章「友情について」が書かれている。

## 内容
序文の後、70余条の格言を記す。序文は自序のほか瞿汝夔や馮応京の序がある。
格言の多くは西洋の格言の漢訳とみられる。例えば、
- 第1条「友は我の半身であり、いわば第二の我である。ゆえに友を我同然にみるべきである」（吾友非他即我之半乃第二我也故當視友如己焉）は、
  - アリストテレス『ニコマコス倫理学』1170b[23][12][26]
  - キケロ『友情について』81-82[27]
- 第2条「友と我は二身に一心を宿している」（友之與我雖有二身二身之內其心一而已）は、
  - キケロ同上[27]
  - アウグスティヌス『告白』4.6.11[26]
- 第5条「真の友は平時よりも緊急時に明らかになる……」（時當平居無事難指友之真偽臨難之頃則友之情顯焉……）は、
  - 普遍的な諺「a friend in need is a friend indeed」[28]
- 第14条「死んだ友のことを憂う必要はない。友の死は不可避であり、死後も記憶の中で生き続けるから」（既死之友吾念之無憂蓋在時我有之如可失及既亡念之如猶在焉）は、
  - セネカ『倫理書簡集（英語版）』63.7[26]
- 第40条「友を我同然にみる者は、友がその場にいなくても現前し、貧しい者でも豊かになり、弱い者でも強くなり、病める者でも快癒し、死後も生きているかのようになる」（視友如己者則遐者邇弱者强患者幸病者愈何必多言耶死者猶生也）は、
  - キケロ『友情について』23[26][1]

に類似する。
一説には、同時代のアンドレ・デ・レゼンデの格言集『Sententiae et Exempla』が種本と言われる。キケロ『友情について』が種本とも言われるが、数ある影響源の一つに過ぎないとも言われる。
「デウス」の訳語としての「上帝」（第15条、第53条）、漢字「友」の字源考（第53条）、「歴山王」（アレクサンドロス大王、複数条）「竇法徳」（テオプラストス、第66条）といった固有名詞、なども含まれる。矛盾する格言もあり、「友は少ないほうがいい」（第37条）とも「友は多いほうがいい」（第57条）とも言われる。

## 伝来・受容
原本が建安王に渡されてすぐ、写本が文官の間で作られて読まれ、やがて各地で海賊版含む刊本が出た（中国の書店#海賊版）。伝本によっては『友論』とも題される。リッチ自身によるイタリア語訳（伊: Dell'amicizia）も現存する。
リッチの他著と同様に、李之藻の叢書『天学初函』にも収録されている。清の『四庫提要』にも著録されており、解題者に「醇正と雑駁が相半ば」と評されている。漢文の質についても毀誉褒貶ある。
李卓吾は本書に感銘を受け、1599年にリッチを訪問した。徐光啓は、リッチが本書で著名になった後作った世界地図に感銘を受け、1600年にリッチを訪問した。後続の宣教師マルティノ・マルティニは、本書に似た『逑友篇』を著した。
本書は日本にも舶来し、江戸時代から藤原明遠『盈進斎随筆』などに言及された。明治には細川潤次郎『吾園随筆』で賞賛されたり漢文教科書に採録されたりした。1944年、小野忠重『マテオ・リッチと支那科学』の付録として活字覆刻された。

## 日本語訳
- 平川祐弘『マッテオ・リッチ伝 1』平凡社〈東洋文庫〉、1969年。ISBN 978-4256181348。
  - 227-258頁に、ほぼ全文の原文・書き下し・解説を載せる。